# Système Argos
Pour les articles homonymes, voir Argos.

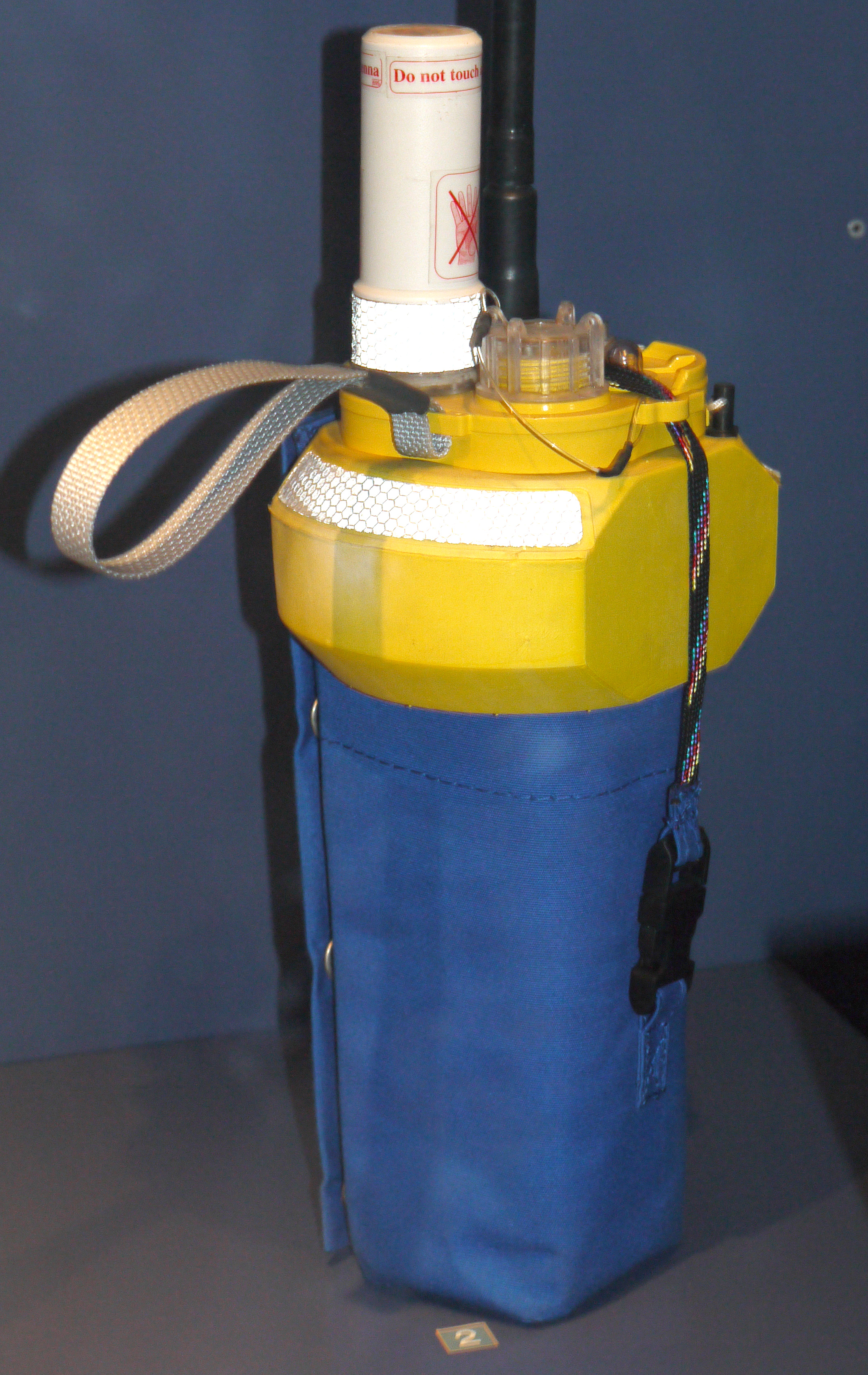
Balise Argos.

Le système Argos est un système mondial de localisation et de collecte de données géo-positionnées par satellite. Le système Argos permet de localiser les balises n'importe où à la surface de la Terre avec une précision d'environ 150 mètres. La balise Argos peut être installée sur un voilier, un canot de sauvetage, des bouées, une station météo automatique dérivante, etc., un skieur, comme sur un animal (phoque par exemple. Dans ce cas, c'est un système complémentaire à celui du radiotracking). La plus petite balise pèse 4,5 g, elle est utilisée sur des petits oiseaux comme des faucons hobereau. 
Argos est le système de localisation et de collecte de données par satellite destiné à la surveillance environnementale. Aujourd'hui, le système Argos répond à la fois aux besoins spécifiques des communautés scientifiques dans les études environnementales et l'évolution des espèces terrestres et maritimes, et aux besoins des établissements publics et privés dans les stratégies de développement durable et de prévention des risques environnementaux.
Le nom du système provient du grec Argos (Panoptès), un géant doté d'un très grand nombre d'yeux.

## Historique
Né en 1978 d'une coopération entre le centre national d'études spatiales (CNES), l'agence américaine d'étude de l'atmosphère et de l'océan (NOAA) et l'agence spatiale américaine (NASA).
L'exploitation du système Argos a été confiée par le CNES à sa filiale CLS (Collecte Localisation Satellites) pour le monde entier. Le centre de traitement des données Argos est basé à Ramonville-Saint-Agne, à côté de Toulouse. Il a d'abord été utilisé pour la sécurité en mer, et notamment pour suivre des courses de voiliers ou repérer les naufragés. De nos jours, le système Argos est avant tout destiné à l'étude et à la protection de l'environnement à l'échelle planétaire. 
Grâce à une faible consommation électrique, et à une miniaturisation très poussée, les balises Argos peuvent être fixées sur des oiseaux ou des mammifères et fonctionner ainsi plusieurs mois. 
Parmi les nombreuses autres applications utilisant le système Argos, on peut citer les bouées météorologiques dérivantes et les flotteurs profilants.
En 2014, plus de vingt-et-un mille balises Argos, réparties dans le monde entier, sont actives.

## Principe du système Argos
Il s'apparente aux systèmes de positionnement par satellite tels que le GPS, mais fonctionne sur le principe de l'effet Doppler. De plus, la principale différence est que la position des mobiles (balises Argos) est connue du système (centres de traitement des données) et non des mobiles eux-mêmes comme pour le GPS. Le fonctionnement des balises Argos est par contre très voisin, dans son principe, du système Cospas-Sarsat destiné à fournir des informations d'alerte et de localisation de balises de détresse.
Ces performances sont liées à la combinaison des fonctions de localisation et de collecte des données, permettant de récupérer des informations traitées sur les animaux suivis mais également sur tout objet équipé d'un émetteur radio certifié : bateau, bouée, etc.

### Fonctionnement du système ARGOS
- Les balises Argos envoient des messages au satellite qui sont retransmis au sol.
- Les satellites en orbite polaire reçoivent les messages et retransmettent en quasi temps réel.
- Près de cinquante stations reçoivent les données avant de les distribuer aux utilisateurs. Les antennes reçoivent les informations brutes et les transmettent à des centres de traitement CLS.
- À travers le monde, les utilisateurs Argos reçoivent leurs données collectées et traitées.

Un manuel complet est accessible sur le site argos-system.org et permet d'approfondir ses connaissances sur le système Argos.
Le réseau mondial Argos est assuré par les satellites américain NOAA, européen MetOp et indien SARAL.

#### Transmission et Fréquences
Le segment utilisateur du système ARGOS fait appel aux fréquences suivantes :
- 401,590 MHz à 401,680 MHz : liaisons uplink des données de télémétrie des balises au sol.
- 465,987 5 MHz : liaison downlink des satellites vers les balises au sol.

### Instruments Argos nouvelle génération
Les ingénieurs du CNES travaillent sur le développement de nouveaux instruments, capteurs et émetteurs afin de faire bénéficier des améliorations du système Argos à la communauté des utilisateurs. Le premier instrument Argos de la 3e génération a été lancé sur un satellite Metop-A en 2006, Metop-B en 2012, puis sur SARAL en 2013. Le projet d'une nouvelle génération ARGOS-4 a été entériné par le CNES et ses partenaires fin 2008.

#### ARGOS-3: Améliorations des performances
- La communication bidirectionnelle entre plates-formes et satellite
- Plus de données transmises à chaque passage satellite
- Un système de transmission optimisé
- Télécommande et télé programmation des plates-formes
- Continuité du système

Sur le site consacré au système Argos, vous retrouvez l'ensemble des actualités sur les améliorations et nouveautés via la publication « ARGOS Flash »

## La gestion du système Argos
CLS, filiale du CNES, gère les données satellitaires pour le compte des autorités gouvernementales, des scientifiques, des industriels, etc. L'exploitation des données satellitaires par les centres de traitement de CLS permettent de collecter les données de 6 instruments en orbite.

### Coopération internationale
Grâce à la coopération internationale sur les projets liés au système Argos, CLS traite les données pour l'exploitation de nombreux programmes internationaux. Pour n'en citer que quelques-uns :
- Data Buoy Cooperation Panel (DBCP) : un réseau de bouées dérivantes et fixes couvrant les océans du globe.
- Ship of Opportunity Program (SOOP) : un réseau de lignes XBT
- Argo : un projet international utilisant les flotteurs sub-surfaces

### Communautés scientifiques
Des projets de bases de données qui sont alimentées entre autres grâce aux systèmes Argos et permettent à la communauté scientifique d’œuvrer à la conservation des espèces. Par exemple Seaturtle.org, une communauté internationale qui suit les tortues marines et aide à la conservation de l'espèce en les équipant de balises Argos.